# PC-9821シリーズ

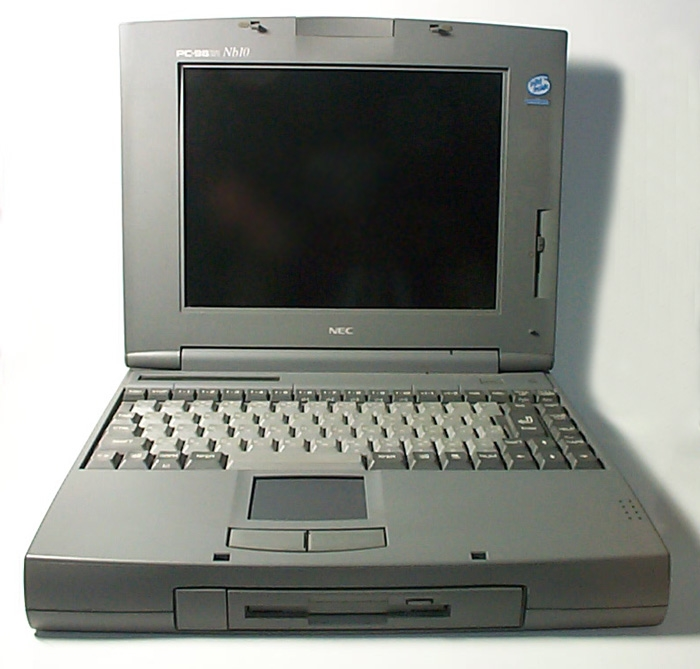
ノートパソコンの一例
PC9821 Nb10

PC-9821シリーズは、日本電気（以下NEC、現在はNECパーソナルコンピュータに分社）が1992年（平成4年）から2003年（平成15年）までの11年間販売していたパーソナルコンピュータの製品群の俗称で、一般的にはPC-9800シリーズのうち「PC-9821」から始まる型番の機種群を指す。1993年（平成5年）発売の98MATEシリーズから1997年（平成9年）秋にPC98-NXシリーズが発売されるまでの約4年間におけるNECのPC製品の主力機種だった。PC-9801シリーズの上位互換製品である。製品名の「9821」のうち「21」部分だけが白抜き文字となっており、「21世紀に向けたPC-9800シリーズ」という意味が込められていた。しかし、21世紀を待たずに新アーキテクチャのPC98-NXシリーズが発売され、21世紀に入って数年で受注終了となった。

## 概要
PC-9821シリーズは先行するPC-9801シリーズに対して上位互換性を有する、事実上の後継機となる機種群である。大半の機種では独自の256色表示回路（拡張グラフアーキテクチャ）が搭載されており、これはPC-9801型番のほとんどの機種では搭載されていなかったことからPC-9821の象徴的な特徴と見なされることがある。しかし若干の例外もあるため両者の型番以外の差異はそれほど厳密ではなく、おおむねMicrosoft Windowsの利用が想定された機種であり、標準で640×480ドット256色の画面モードを持つとされる。またPC-9801シリーズではノート機のカラーLCDモデルには"C"という型番・枝番が付けられていたが、PC-9821シリーズにはそれが無く、PC-9821Nmを除き全てカラーモデルだという特徴もある。PC-9801シリーズと同様に、関連機種としてファクトリーコンピュータ（産業用コンピュータ）であるFC-9821シリーズも存在する。
PC-9821型番のシリーズは1993年（平成5年）1月のMATE Aシリーズ登場によりNECの主力PCとして本格的にラインナップされるようになった。この時点では先行する初代PC-9821およびその直系の98MULTiシリーズとの共通点として、PEGCと呼ばれる拡張グラフアーキテクチャおよびPC-9801-86相当音源（86音源）の標準搭載がPC-9821型番の条件であると考えられていた。しかし86音源については早くも1993年（平成5年）5月発表のノート機PC-9821Neには搭載されなくなっている。その後1993年（平成5年）11月発表のMATE BシリーズやPC-9821TsではPEGCとは異なる仕様で互換性の無いグラフィックチップが採用されたことから、PEGCについてもPC-9821の必要条件とは言えなくなった。これについてNECは（PC-9821型番である）MATEシリーズの定義として、Windows上で標準で640×480ドット256色の画面モードを持つという見解を示している。翌1994年（平成6年）7月に主力ラインナップがMATE-Xシリーズに取って代わると、以降のPC-9821型番機では（一部のノート機を除き）PEGCに比べて一部機能を簡素化した下位互換性を有する拡張グラフアーキテクチャを標準搭載するようになり、後にWindowsでスタンダードディスプレイアダプタの役割を果たした。この画面モードは後にPC-9801型番最後の機種であるPC-9801BX4にも搭載された。そのため、最終的に拡張グラフアーキテクチャ（の搭載の有無）はPC-9821の十分条件とも言いがたくなった。

## 初代
1992年（平成4年）10月に発売された、Intel 80386SXCPU機である初代PC-9821「98MULTI」（後にIは小文字に改められた。ロゴでは「mULTi」）は、前年の1991年（平成3年）10月に発売された、Windows 3.0（+MME）環境のためハードウェアの拡張を施したマルチメディア志向の「PC-98GS」に似た機能を持つ機種だが、一部機能が省略され価格が抑えられている。
グラフィック機能は従来のPC-9800シリーズのものに加え、EGC (Enhanced Graphic Charger)上位互換のPEGCによる640ドット×480ライン同時256色という拡張表示モードを持ち、音源はFM音源（YM2608/PC-98DO+互換）とPCM音源を搭載した（後に音源部は単体でPC-9801-86ボードとして発売された）。さらにPC-98GSと同様にCD-ROM（SCSI接続）を搭載し、PC-9801-55相当のSCSIも搭載していた。
当時同じCPUを搭載した「PC-9801FS」より安価で多機能という意欲的な機種だったものの、Windows用途には非力だったことから当時はあまり注目されず、評価も芳しくなかった。一方、従来のPC-9800シリーズで利用されていたMS-DOSアプリケーションも活用できたことは、PC/AT互換機にはない利点だった。

## Intel 486 CPUとWindows 3.1時代

### コンパック・ショックと98MATEシリーズの登場

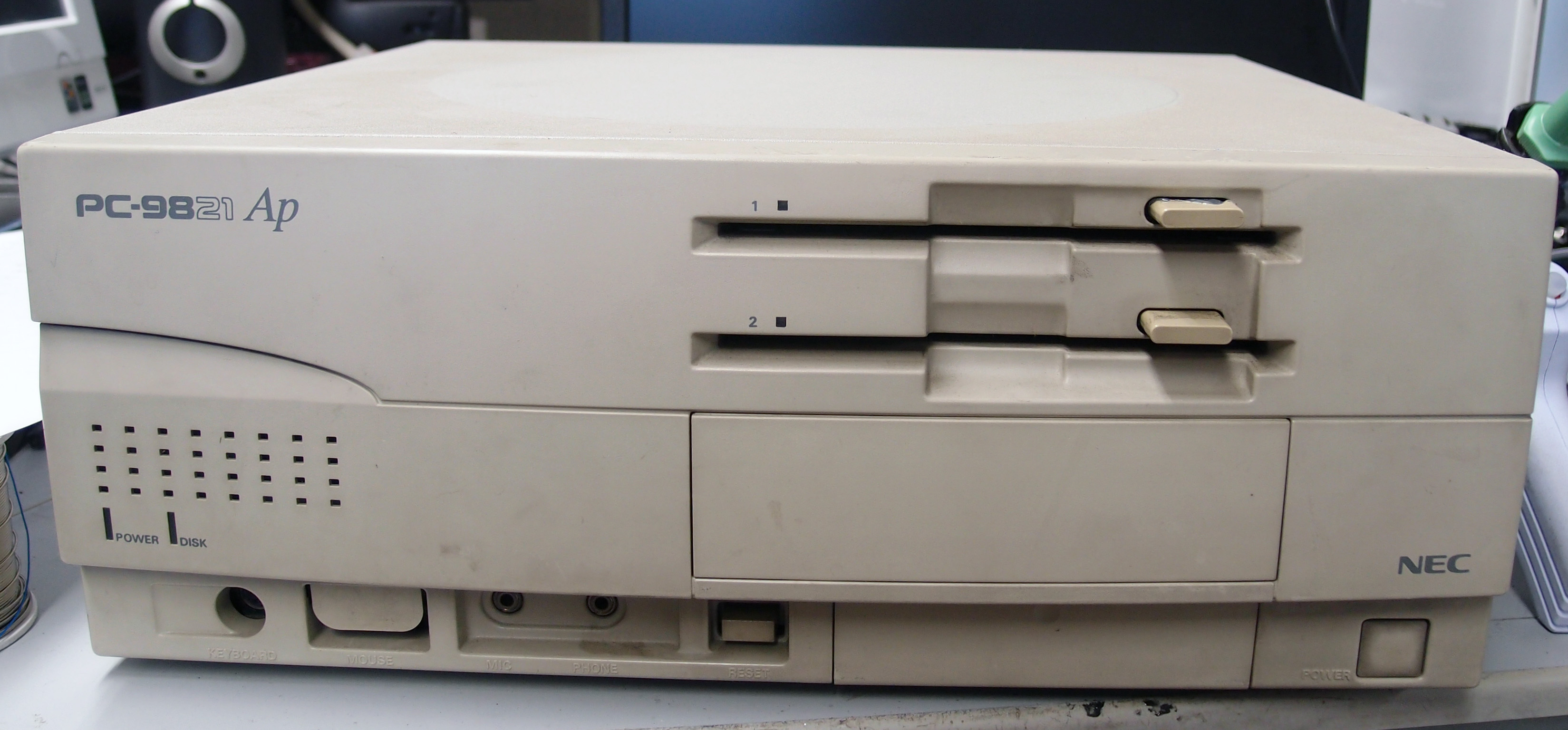
PC-9821Ap (98MATE)

Windows 3.xの時代（Windows 3.0の発売は英語版1990年5月22日／日本語版1991年2月、Windows 3.1は英語版1992年4月6日／日本語版1993年5月22日）には、主要なビジネスアプリケーションが相次いでWindowsへと対応したほか、DOS/Vの登場により、コンパックの製品など日本語に対応しつつも廉価なPC/AT互換機による攻勢が相次ぐようになり、日本の国産機メーカー各社はこれらへの対応を迫られていった。
1992年（平成4年）9月初め、NEC府中事業所でPC-9801FAの後継となる新機種の仕様が提案された。これは上層部に却下されており、FAをベースにCPUのクロックを引き上げたものと推測された。その後、互換性を保ちつつアーキテクチャーを大幅に変更した新案が出され、10月下旬に新シリーズの最終仕様が決定された。
主力デスクトップ製品にはそれまでの型名だけでなく「98MATE」（ロゴでは「mATE」。通称で「Mate」と表記されることもある）という愛称が採用された。それまでのシリーズは「98FELLOW」という愛称になった。これにより、それまでの「40万円くらいがあたり前」だった商品構成を二つに分け、従来の価格帯は高性能のPC-9821シリーズ（MATE）が担い、廉価な価格帯は大幅な価格改定で20万円前後の廉価モデルという位置づけとなったPC-9801シリーズ（FELLOW）が担った。これは、MS-DOSが依然として支配的でありながらもWindowsが普及しようとしていた当時、Windowsの使用も視野に入れたハイエンド・ユーザー層と、安価なMS-DOSマシンを求めるローエンド・ユーザー層の両方を獲得する狙いがあった。
また、従来のPC-9800シリーズはいかにも事務機然とした筐体デザインであったが、この時期に発売されたものは初代Macintoshのマウスや後にPalm Vなどのデザインを手掛けているIDEOにデザインを依頼し、大幅なデザイン改訂を受けながらもPC-9800シリーズ伝統のアローラインは残されており、外観においても新世紀のオフィスPCというコンセプトを踏襲している。
これら新機種の実施設計と生産はNECの子会社で行われ、98MATEはNEC群馬、98FELLOWはNEC新潟が担当。3か月という当時としては異例の短期間で開発され、1月中旬には店頭展示品の製造が開始された。

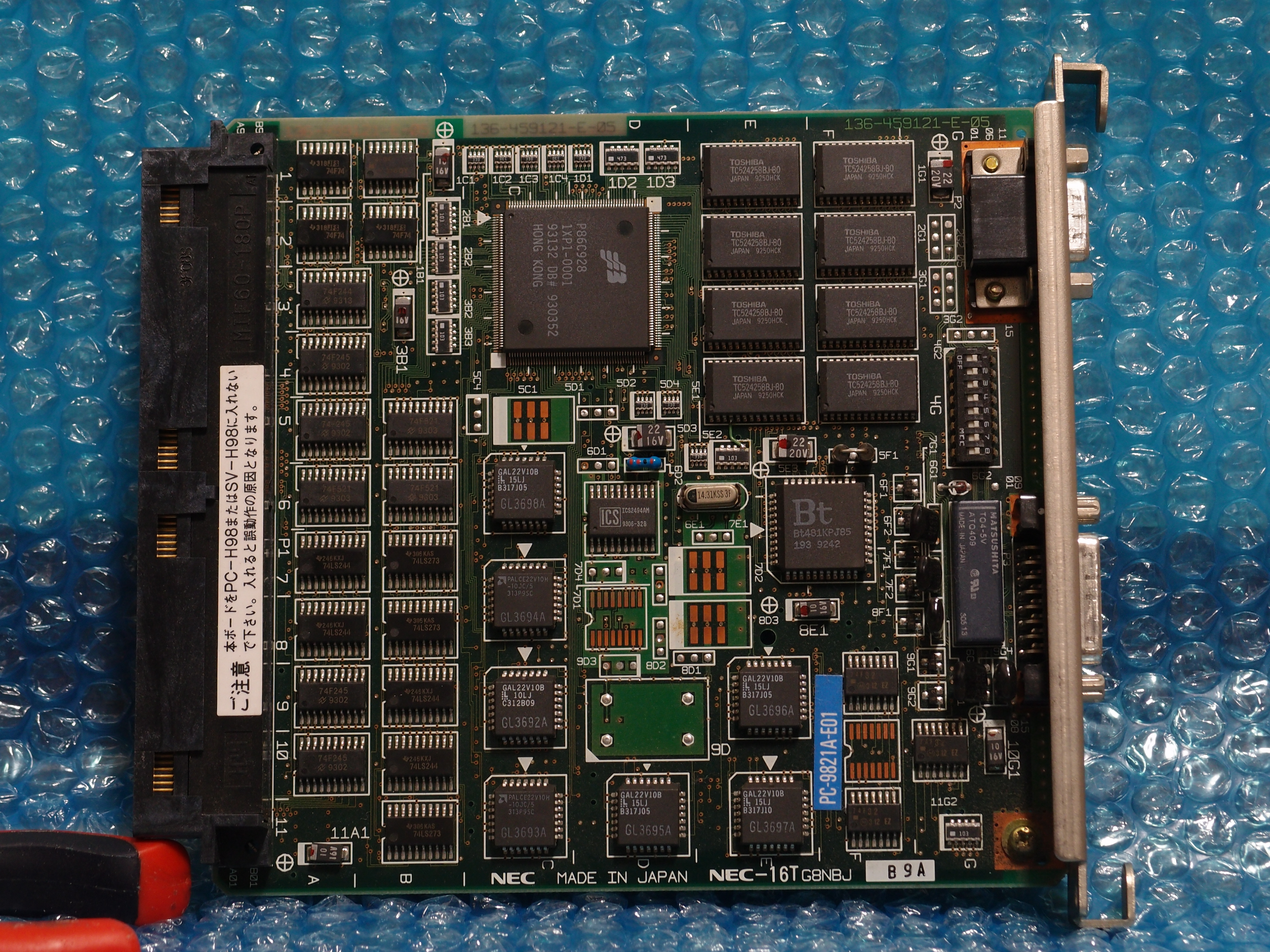
ローカルバス専用ボード PC-9821A-E01 ウィンドウアクセラレータボード

PC-9821シリーズの第1.5世代とも言うべきPC-9821 Ap/As/Ae 等の98MATE Aシリーズは全機種ともCPUがIntel486搭載となり、初代機同様のグラフィック・サウンド仕様を踏襲した上、従来のCバスに加え、CPUの高速化をふまえ独自の32bit 98ローカルバス スロットを装備した。更に上位機種ではWindows環境上でより高解像度・高速・多色表示を実現するグラフィックアクセラレータを搭載した。
初代PC-9821も含め、基本的にPC-9801（CS/USやFA/FS/FX）の完全上位互換機であり、PC-9801向けに開発されたソフトは（自身の性能は持て余すことになるものの）ほぼ問題なく動いた。またコストダウンで物理スイッチが省略されてソフトウェアディップスイッチ化しているものの、従来機と同じくPC-9801VM相当の性能に落とすことも可能となっている。ただし、PC-9821Ap/As/AeのHDD搭載モデルではコストダウンのためにFDDを1基搭載としたため、FDD2基を前提に開発されていた従前のソフト（特にゲームソフト）は、FDDを増設しないと動作できない事態になった。厳密には、この時期のHDDモデルには98NOTEのFDD互換RAMドライブと同等の機能をHDD上で実現する専用ツールが付属していたが、98NOTE非対応のソフトなどはプロテクトの問題などで動作しないケースもあった。このため、HDD非搭載モデルとサード製HDDの組み合わせで購入するユーザーが続出し、結果的にNECはカットしたコスト以上に売上機会を逃すことになる。

### ハイエンドMATE Aと低コストMATE Bの二分化
追って追加された、廉価版であるPC-9821 Bp/Bs/Be 等の98MATE BシリーズではWindows用のグラフィックアクセラレータを搭載しているものの、音源およびPEGC、98ローカルバススロットの搭載は省略されていた。つまり、「9821」と銘打たれていながら、PC-9801シリーズと同様のハードウェアにグラフィックアクセラレータチップを追加しただけのものであり、実際にもPC-9801シリーズに対応する機種が存在しないBf以外はPC-9801BX2/BS2/BA2と共通の基板を使用してコストダウンを計っていた。
PEGCを拡張ボード形式で後付けすることはITF/BIOS ROMに対する修正も必要で機構的に実装が困難であったため、9821固有グラフィック機能を追加するアドオンカードは発売されず、その結果このMATE BではMATE A用の一部の256色対応ソフトが全く使用できないため、混乱が生じた。
また、MATE AにはPC-9801FX/FS/FAシリーズから採用されたファイルスロットが搭載されているのに対し、MATE Bからはファイルベイに変更されている。どちらも外見は似ているが、前者はフロントパネルを外してデバイスを挿入するだけのイージーメンテナンス仕様である のに対し、後者はケースを開けて結線作業を行う必要のある、一般的なフロントベイとなっている。内蔵HDDについても同様で、MATE Aはコネクタの奥行きでSCSIとIDEを兼用するスロットと専用の特殊なHDDケースを用いることでフロントカバーを開けて差し込むだけの構造になっているのに対し、MATE Bはケースを開けて一般的な形でIDE HDDを内蔵するようになっている。このように、MATE AからMATE Bになったことで従来のSCSI機器構成とメンテナンスの簡便さを意識した高コストなものから、IDE構成による互換性を意識した低コストなものへ移行している。これらは以降のMATE Xにも踏襲され、ひとつの転換点となっている。
また、家庭向けマルチメディアパソコンと言う位置づけで、初代機の形状と名を継ぎCRTモニタをセットにした「C」型番を持つ98MULTiシリーズも登場し、ラインナップに厚みを加えた。こちらは音源とPEGCは初代機・MATE Aと同様な一方で、MATE Aで導入された98ローカルバスのスロットは搭載しなかった。
デスクトップに続いて1993年夏にはノート型にも256色/4096色中、640×480ドットの液晶を持ったPC-9821Neを登場させ、全シリーズの9821化が進んだ。これらは従来から「98NOTE」シリーズ（標準ノート）、「98NOTE Light」シリーズ（モバイルノート）を名乗っていたが、後に「Lavie」（標準ノート）、「Aile」（モバイルノート）のシリーズ名を与えられた。

## Pentium CPUとWindows 95時代

### MATE Aの終焉とMATE BからMATE Xへの進化
上位のMATE Aシリーズは1993年（平成5年）7月にメーカー製PCとして世界初のPentium搭載機であるPC-9821 Af（Pentium-60MHzを搭載）、同様に1994年（平成6年）5月に世界初のP54Cを搭載したPC-9821 An を発売する等、PC-H98シリーズの後継となるPC-9800シリーズのフラグシップ（最上位）モデルとして発売された。
しかし、その2カ月後の1994年（平成6年）7月からのPC-9821シリーズは標準でプラグアンドプレイ ( Plug and Play : PnP ) に対応し、256色表示機能(拡張グラフアーキテクチャ)およびWindowsSoundSystem (WSS) に準拠した新仕様のPCM音源(CS4231)を搭載した、PC-9821 Xn(Pentium-90 MHz)/Xp/Xs/Xe（i486機）の98MATE Xシリーズとして、MATE Bと同様にコストパフォーマンスを追求する方向でシリーズを展開していった。これはマイクロソフトのPC95規格に対応した変更で、これによりMATE Bシリーズと、1994年（平成6年）10月のAp3/As3を最後にMATE Aシリーズは打ち切りとなり、またPC-9821シリーズにPC-9801-86ボード互換音源や5.25インチFDDは標準搭載されなくなった。
もっとも、このMATE Xシリーズ初代機以降及び同時期発表のPC-9821Ap3/As3の拡張グラフアーキテクチャのグラフィックコントローラからはVRAMプレーンアクセスモード(PEGC)等の使用頻度が低いと判断された機能が幾つか廃止されており、一部のPC-9821シリーズ対応MS-DOSゲーム等で問題が生じる場面もあった。
なおPC95への対応は翌年のPC-9821Xa10/9/7以降で特に顕著になり、PC95での推奨に沿った形で第2シリアルポート（ノート機などの一部機種では赤外線ポート）が搭載されたほか、ディスプレイコネクタがAT互換機と同じミニD-sub 15ピン（3列）のVGA端子になるなど、いくつかの仕様変更があった。

### PCIバスアーキテクチャの採用
また同じ1994年（平成6年）7月には、PCIバスアーキテクチャに基づいたPC-9821である PC-9821 Xa/Xtが発売され、以降は、MUITiシリーズを引き継いだ98MULTi CanBeシリーズ以外のPentium搭載機では、ローカルバスに代わってPCIバスが採用されるようになった。
CanBeシリーズであるCb/Cb2/Cf/Cx/Cx2と一部の98NOTEには継続してFM音源（YM2608下位互換のYMF288）が搭載されていたものの、PCM音源はWSS相当になっていた。このCanBeシリーズは当初、蜂を模したマスコットキャラクター「キューハチ君」をあしらい、本体起動時にメモリチェックとMS-DOS起動の画面を隠すようにNECの画像ロゴが出るとともに、内蔵ハードディスクにインストール済みのWindows 3.1には独自のGUIランチャー「98ランチ」を備えていた。ちなみに、グラフィック起動モードと、テキスト起動モードがあり、グラフィック起動モードは、前述の「キューハチ君」のグラフィックが表示され、MS-DOSの特殊なデバイスドライバにより、MS-DOSや、CONFIG.SYSなどに記述されたドライバの組み込み時のテキストが画面の下の方に目立たないように表示されるようになっていた。そのため、ユーザーがMS-DOSの画面に気付かないうちに、Windows 3.1の起動ロゴが表示されていた。また、Windows 3.1を終了すると通常はDOSプロンプトに戻るが、DOSプロンプトに戻らずに電源が切れるようになっていた。MS-DOSを利用するには、電源投入時にTABキーを押しているか、本体のセットアップメニューにより、テキスト起動モードに切り替える必要があった。一部の1FDD機種は、増設用スペースがないため2FDD構成にできない機種もあった。なお1995年（平成7年）11月のCx3以降では各音源の仕様が変更された上でMIDIサブボードの追加が可能となり、単体ではPC-9801-118ボードとして発売された。

### 海外部品調達率の引き上げ
1992年（平成4年）10月に発売された日本IBMのPS/Vシリーズや旧AXメーカーのDOS/Vパソコンなど、日本に製造拠点を置くパソコンメーカー各社は海外からの部品調達率を引き上げてきた。1993年（平成5年）10月に発売された富士通のFMVシリーズは台湾のエイサーからマザーボードをOEM調達した。これによって価格競争力と製品化サイクルを向上させることができた。

NECも1993年（平成5年）の円高を契機と見て、PC-9800シリーズの一部ロットでマザーボードのOEM調達を始めた。98FELLOWと98MATE XはECSやWEC (Wong's Electronics)、98MATE Aと98MULTiは致福（GVC、後にLite-Onに吸収）でマザーボードの生産が開始された。NECは品質への懸念に対して次のように触れている。
品質も1つのコスト・パフォーマンスだ。台湾ほど過剰品質にならないようにするのにたけているところはない。そうした点で学んだところもある。NEC自身もその時々で設計基準を見直してきた。例えば電源のリップル（変動）の基準。汎用コンピューターの場合に大きなシステムの隅々まで同じ電圧を保つために必要な基準は厳しいものだが、筐体が机の上に乗るようなパソコンで必ずしも同じレベルの基準は必要ない。—戸坂馨（当時、NEC取締役支配人第一パーソナルC&C事業本部長）。『日経パソコン』1995年3月13日号、186頁。

### 低コストMATE VALUE STARとハイエンドMATE R
Windows 95の発売を控えた1995年（平成7年）にはXaシリーズへの統一化がなされたが、廉価版のXa7e（Xa7の拡張スロットを削減し、グラフィックアクセラレータをCirrus Logicのものに変更した機種）とXe10にCRTセットモデルが登場する。これは同年11月の日本語版Windows 95の登場とともに、PC-9821 Xaシリーズをベースに低価格化してCRTモニタをセットにしたMATE VALUESTAR（バリュースター）シリーズの登場へと発展した。同時に、廉価版の位置づけで残っていたPC-9801シリーズ(FELLOW)は販売ラインから駆逐された。なお、PC-9801シリーズのデスクトップ型最終モデルとなったPC-9801BX4（DX2版は1995年（平成7年）7月/ODP版は9月）はPC-9821Xe10（1995年（平成7年）6月）と共通部品を使用しMS-DOS上で640×480ドット256色表示可能であるなど、実質はPC-9821シリーズであった。
これに遅れること約半年、1996年（平成8年）6月に98MATE Rシリーズの1番機となるPC-9821Ra20/N12が発表された。
従来ハイエンド機であるタワー型モデルの98PROことPC-9821St15・20にのみ搭載されていたPentium ProをCPUとして搭載し、PC/AT互換機市場で新機軸として打ち出された、ソフトウェアによる電源管理を可能とするATX規格を可能な限り取り込んだこのマシンは、MATE RだけではなくMATE Xを含め以後PC-9800シリーズそのものの終焉まで使用されることとなる新設計のデスクトップ筐体が採用された。この新筐体は
- リセットスイッチの廃止
- 電源スイッチのソフトウェア制御化
- 増設フロッピーディスクドライブの横並びでの追加搭載[注 11]
- 筐体の平面寸法の拡大（380mm(W)×390mm(D)→400mm(W)×410mm(D)）
- 2本のPCIスロット、3本のCバススロット、それに1本の専用グラフィック用スロット（形状はPCIだが、一部の信号線を除きPCIスロットとの互換性はない）と専用サウンドボードスロットを搭載[注 12]

といった特徴を備え、Windows 95以降のOS側での電源制御を睨みつつ、ハードウェア構成の柔軟な変更に配慮したデザインとなった。また、この機種ではマザーボード上のオンボードデバイスの構成も見直され、この時期のPCとしては珍しく、100Base-TX対応のi82557ネットワークインターフェイスコントローラが標準搭載とされている。
このPC-9821Ra20/N12はPentium Pro搭載であったため、OSとしてWindows NT Workstation 3.51がプリインストールされ、主として法人向けのネットワーククライアントマシンとしての使途を想定されていたが、実際には価格が従来のPentium Pro搭載機の半分以下であった ためにこの機種は高速かつ廉価なWindows NTマシンを求める一部の個人ユーザー層の強い支持を受け、一時は予想外の売上を出す（ヒットを飛ばす）結果となった。
後に、ValueStarシリーズはCanBeシリーズの設計構想（コンセプト）を取り込み、広告に竹中直人を起用して家庭向けに、MATE Rシリーズは共通筐体にモデルチェンジした下位機種であるMATE Xシリーズ（/W型番以降）とともにビジネス向けを指向することとなる。

## シリーズの終焉
Windows 95の発売によりPC/AT互換機パーソナルコンピュータが爆発的に普及するにつれ、PC-9800シリーズのソフトウェア資産を背景としたPC-9821シリーズの優位性は薄れ、むしろ独自アーキテクチャであることが足かせとなりはじめた。既にハードディスクやCD-ROMドライブ、メモリなど、構成部品はほぼPC/AT互換機と同一になっていたが、Intelの新しいCPUとともに提供されるチップセットを採用しようにも、サウスブリッジは独自に専用LSIを開発する必要があった。しかも、そのままではディスクBIOSの仕様の問題などからソフトウェアの互換性を維持したままでの内蔵IDE HDDのバスマスタ転送（UDMAモード）への対応が困難であるなど、開発コストや性能面でPC/AT互換機と比較して著しく不利であった。
また1995年にはMacintoshを除く他社の独自アーキテクチャのパソコンや、PC-9801シリーズ互換機であるEPSON PCシリーズの販売が次々と終了し、日本国内も完全にPC/AT互換機路線に移行した。PC-9821シリーズはMacintoshと共に「PC界の孤児」となったが、Pentium Proを搭載したPC-9821 St15（通称98Pro）はCPU発表と同月に、Pentium IIを搭載し、RCC社 のChampion1.0 チップセットをPC-9821用にカスタマイズして搭載した PC-9821 RvII26はCPU発表の2カ月後に発売されていた。
1997年10月、PC 97ハードウェアデザインガイドに完全準拠したPC98-NXシリーズが発表され、PC-9821シリーズは主役の座を降りることとなり、同時に1982年以来続いたPC-9800シリーズは第一線を退いた。ただし、この時点ではPC-9821の新機種が併せて発表されたほか、Windows 95/NT4.0についても次期バージョンまではサポートされる旨が宣言されている。この時の公約通り、後にPC-9821版のWindows 98/SEとWindows 2000が発売された。
1998年夏には98MATE VALUESTARの生産終了により正式にコンシューマー市場からのPC-9821シリーズの撤退が発表され、PC-9800シリーズはビジネス機（MATE R、LaVie）やエンジニアリング用途（FC-9800）にラインナップが絞られていった。

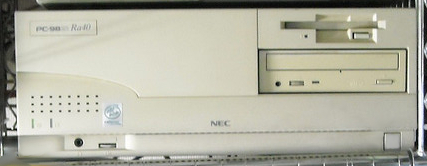
PC-9821 Ra40

その後もしばらくはMATE Rを中心に現行製品クラスのスペックの機種の提供は続けられたものの、PC-9821Ra系の機種は1996年（平成8年）登場のPC-9821Ra20（Pentium Pro 200MHz搭載）のバリエーションであり、特に1997年のPC-9821RaII23（Pentium II 233MHz搭載）以降はほぼ同一のマザーボードでITF/BIOS-ROMのみが修正される という状況であった（後述）。
2000年5月、出荷時の標準構成としてはPC-9821シリーズの最高性能モデルとなるPC-9821Ra43（Celeron433MHz搭載）が発表された。しかしWindows 2000出荷開始後であったにもかかわらずMS-DOS 6.2プリインストールモデル が提供されたことや、あえて旧世代のCPUが搭載されていたことから、既にこの頃には従来資産の継承以外はほとんど考慮されなくなっていた。
そして21世紀に入ってからもPC-9821Ra43には新モデルが追加されているが、付属CRTの変更のみで本体に変更は無く、ほどなくしてPC-9821は受注生産のみという扱いに変わった。2003年9月30日、NECはPC-9821シリーズの受注を終了し、これをもってNECにおける全PC-9800シリーズのプロジェクトがクローズされた。ただし、サポートは継続するとアナウンスされていた。2010年、Microsoft社による最後の対応WindowsであるWindows 2000の延長サポートが7月13日に終了した。その後まもなく、最後の機種であるPC-9821Ra43およびNr300本体のサポート期限（生産終了後7年）も2010年10月末をもって終了し、その時代の幕を下ろした。

## その後
しかしNECの主力機がPC98-NXに移行した後も、P2P専用機やファイルサーバなどとして、PC-9821シリーズを「現役」に留まらせる事が、ディープなファンの間で行われるようになる。信頼性が高く運用の容易なWindows 2000がギリギリで発売された事が、その支えとなった。また一部のサードパーティーからはこれを支援するように「SCSIなどの複合PCIボード」「PCIをAGPに変換するボード」「PC-98用BIOSを搭載したBigDrive対応ATAインターフェースボード（挑戦者ブランド）」などのマニアックな製品もしくは部品が「使用は自己責任で」という断りつきで発売された。ただし、本体サポートが満了した2010年秋頃にはHDD製品の容量が最大3TBに達しており、2TBまでしか使えない旧来のシステムはファイルサーバとして充分とは言えなくなりはじめている。またWindows 2000はいくつかのセキュリティソフトが対応を継続してはいるものの、現実問題としてWindows XP以降で追加されたファンクションが使えない（一部を除く）。さらにPentium III以前のシステムではSSE2やx64以降の命令も使うことができない。これらはドライバやアプリケーションで実際に使われるようになってきており、実際にXPであれば使用できるUSB 3.0、IPv6、exFATといった、その後の基盤となる機能に2000は対応していない。たとえマシンパワーに目を瞑ったとしても、今後PC-98を「現役」として現実的に使うことは当時より難しくなってきている。
一方、主にソフトウェア資産活用を目的としての新規ハード需要も僅かに残っていたことから、数社からPC-9800互換機が発売がされた。しかし、NECの規模とマーケティングからは既に「終了した」規格であるため、かつてのエプソン互換機との競合のような状態には至らなかったが、これらはいずれも16色時代のPC-9801シリーズの相当品であり、NECオリジナルのPC-9800シリーズを凌駕する性能の機種はいまだ発売されていない。
小・中規模の製品業者の中には、PC-98シリーズ用に当時数千万円掛けて開発したソフトウェアの為にPC-98を使い続ける利用者が存在する。
また、「PC-98から移行する為には新規にソフトウェア開発が必要だが、今やそこまでの投資をしても回収できない」といった利用者が少なからず居り、中古の本体や補修部品を保守用として買い集めている者もいる。
その対策としてエミュレータにより新しいWindows上でソフトウェアを動かす、ROMを吸い出して仮想マシン上で動かすなどの延命もあるが、機器類の制御においてPC-98と独自開発したソフトウェアを用いている現場では、倶知安駅の運行管理システムなどのように、「高額な投資をして導入した機器本体の減価償却が済んでいない」という特別な理由から実機を使い続けなければならないという例もある。

## 9821とWindows
PC-9800シリーズには、Windows 1.0から移植が行われていた。WindowsはGUIを実現する環境というほかに、MS-DOSでは実現できなかった、異機種間でのグラフィック描画などの共通化を念頭に置いて設計されていた。
本節では、PC/AT互換機との相違と一般にWindowsという存在が知られはじめたWindows 3.x以降のバージョンについて記述する。

### PC/AT互換機との相違
PC/AT互換機とPC-98x1シリーズの間には様々なハードウェア的な差異があった。以下に主なハードウェア的な差異を列挙する。

#### 画面表示機能
これは全くと言って良いほど互換性が無い。PC-98x1の場合、基本グラフィックは各機種完全上位互換でそれにグラフィックアクセラレータを追加する形式となっている。コネクタ形状は、モノクロ、デジタルRGB、H98、アナログRGB、VGA互換と計5種存在するが、最後の3つについては映像信号線においては互換性がある。PC/AT、PS/2の場合、CGA/MDA/Hercules/EGA/VGA/XGA/XGA2全てにおいてハード的な互換性が低くディスプレイコネクタも統一されていなかった。Windows 3.x普及期において、PC/AT互換機で用いられたVESA仕様のBIOSを持つグラフィックアクセラレータが登場するに至って、ようやくコネクタ形状の統一や下位互換性が保証されたという有り様である。
Windows 3.xの頃からWindowsアクセラレーターボードなるものが使われるようになった。内蔵の機種もあったが、PC-9821型番の機種ではアクセラレーターボードを増設しなくとも最低限Windowsが640×480×256色で使用できるようになっている。
また、アクセラレータを増設した場合はMS-DOSでの描画にグラフィックビデオRAMと、テキストビデオRAMを使用した画面出力とし、Windows上ではアクセラレータからの画面出力を用いたため、アクセラレータボードから出た信号を一旦、RGB-IN端子でPC内部に引き込み、RGB-OUT端子から出力するか、またはRGB-IN端子のあるアクセラレータボードを増設して本体のRGB-OUTからアクセラレータのRGB-IN、アクセラレータのRGB-OUTから出力した。こうすることによって本体またはアクセラレータ上の自動切り替え機能によってWindowsが起動すると画面がアクセラレータ出力の画面に自動的に切り替わり、2種類のまったく互換性のない描画機能を両立していた。
一部機種にはRGB-IN端子（およびその切り替えリレー）がないものがあり、その機種にはRGB-IN端子のないアクセラレーターボードを増設することは出来ないとされていた。
また、一部機種では、アクセラレーターボードに98独自の基本グラフィックが統合されたものがあり、この場合アクセラレータボードの（増設）交換は不可能であった。むろんPCIボードの増設は可能であり、上記のように正しく結線すれば表示切替はソフトで行える。

#### タイマ分解能
PC-98x1の方が分解能が低く、Windowsのタイマ関数呼び出しの際、APIに記述されている注意書きを無視して実装されたアプリケーションには問題が発生した。後年、Win32とPentium機の組み合わせでは、CPUの超高分解能タイマを使用するようWindows側の実装が変更された。

#### 割り込みベクタ
Intel 8259相当の割り込みコントローラをカスケード接続している所は全く同じであるが、割り込み番号と機器の対応には互換性がない。

#### シリアルコントローラ
PC-98x1はD-Sub25ピンコネクタでRS-232C準拠であり同期転送モードも対応するが、PC/ATはサブセットのEIA-574であり、主にD-Sub9ピンコネクタで非同期転送のみ対応する。ちなみに、PCIベース（一部PCIがないものも）の9821の2ポート目のD-Sub 9ピンコネクタ（通称2nd CCU）は非同期モードのみ対応する。

#### パラレルコントローラ
PC-9801はプリンタの接続のみを考慮し、セントロニクス標準コネクタから不要な信号線を省いたフルピッチベローズ型コネクタを採用していた。PC-H98やPC-9821の中期モデル（As2やAp2など）からはハーフピッチ化したフル仕様のコネクタを採用し、特に後者はセントロニクス準拠の双方向通信が可能となっている。PC/ATは信号線や電気的な仕様こそセントロニクスに準拠しているものの、何故かRS-232Cのコネクタと全く同じD-Subタイプのコネクタを採用している。

#### マウス
PC-98x1はマイクロソフト仕様のバスマウスを標準採用している。また、PC-9801型番の初期にはマイクロソフト仕様のシリアルマウスも使用されていた。PC/ATにおいては、標準仕様が存在せず、初期にはバスマウスも使われ、以後はマイクロソフト仕様のシリアルマウスが主に使用されていた。IBM PS/2以降ではPS/2マウスが主流となった。
Windows 98か2000であればUSBボードを用いてスクロールマウスを実装することも可能である。
PC-98x1のバスマウスでホイールに対応したものは無く、ハード的にもホイールの実装が困難である。ホイールマウスを使用するにはUSBマウスやシリアルマウスを使うか、PS/2マウスを市販の変換機を介してシリアルポート・バスマウスコネクタ併用で使用する。なお、起動時にのみ初期化が実行されるPS/2マウスと異なり、98用バスマウスは動作中に抜き差ししても問題なく動作する仕様である。
Windows 3.x/95のPC-9800版にはシリアルマウスのドライバが含まれていなかったが、Windows 98/NT以降に限ってOS標準ドライバが使用できた。特に2nd CCU搭載機種においてはPC/AT用に販売されたシリアルマウスがそのまま接続できた。

#### キーボード

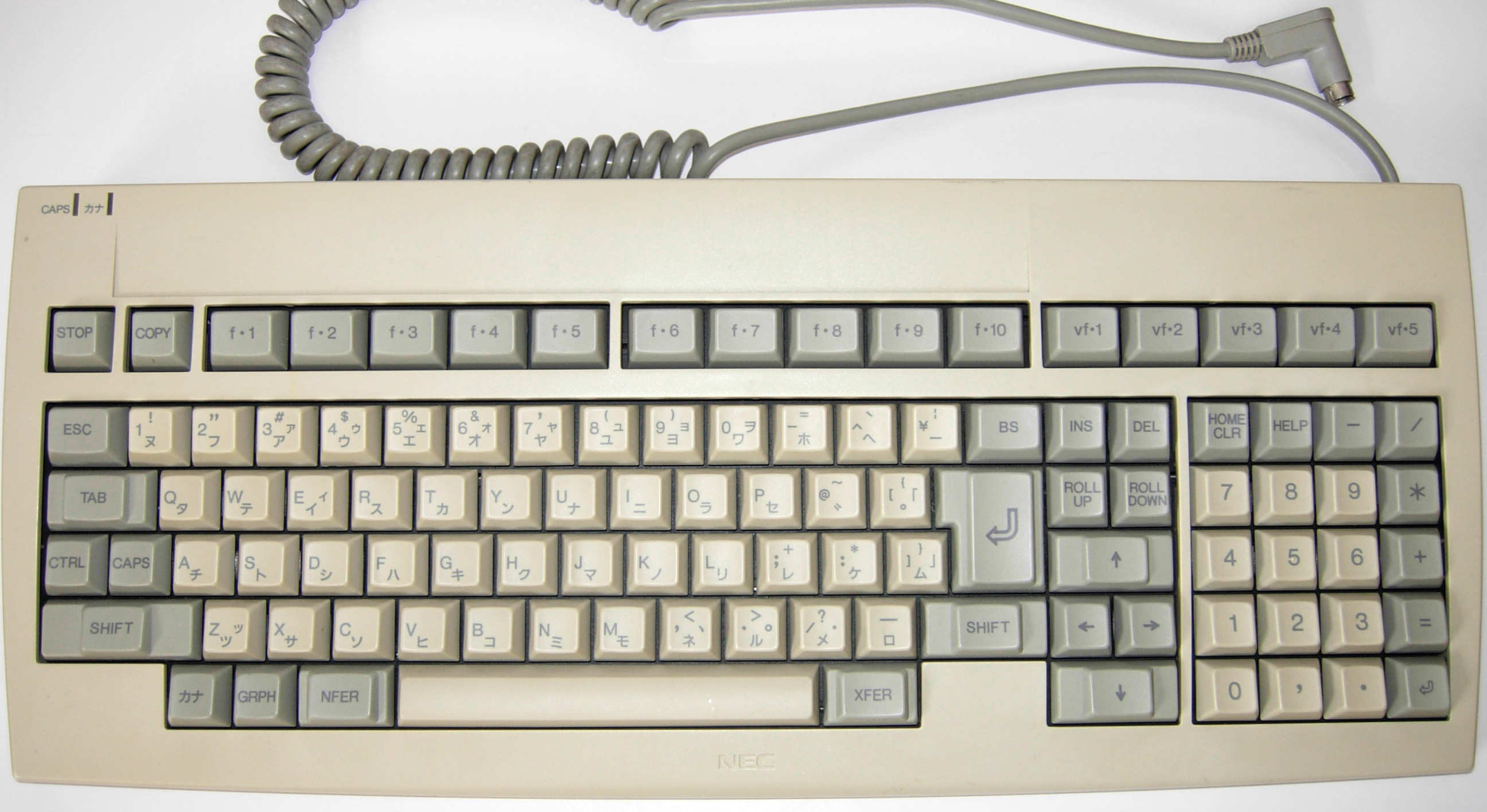
PC-9821シリーズ初期のキーボード

PC-98x1はキーボードも異なる。PC/AT互換機と異なるのは、STOP、COPY、XFER、NFER、HOME CLRで、それぞれPC/AT互換機のBreak、PrtScr、変換、無変換、Homeに相当する。漢字の入力はCTRLキーと、XFERキーを押すことで可能になる。また、FEPやIMEによらず、カナキーをロック状態にすることで半角カタカナが入力できた。
PC-98x1固有のキーとしてHELP、カナ、GRPHがある。Windows 95発売以降の機種は、PC/AT互換機との操作性の共通化のため、HELPキーの側面にはEnd、GRPHキーの側面にはAltと刻印されていた。つまり、メニューバーのファイル(F)を開くには、GRPHキーとFキーを押すことになる。GRPHキーと文字キーを押すと、半角の年、月、日、時、分、秒などの記号を入力することができた。
Roll-Up、Roll-Downは、それぞれPageDown、PageUpに相当し、upとdownの表現がPC/AT互換機とは逆である。
ファンクションキーは、PC/AT互換機はF・1 - F・12であるのに対し、PC-9821ではF・1 - F・10で、これらとは別にVF・1 - VF・5がある。
CAPSキーとカナキーは押すとLEDが点灯する方式になっている。これは、OS/2などの出現で、画面上の各ウィンドウごとにCAPSキーとカナキーのステータスが異なるケースが発生しうるようになり、機械的なロック機構による状態表示では正しく対応できなくなったことへの対策として実施されたものである。
PC/AT互換機と同じ配列の106キーボード(PC-9801-116) や、特定のNEC製ソフトウェアに対応した専用キーボードも、NEC純正オプションとして発売されていた。

#### フロッピーディスク
PC-9801は長らく1.25MBフォーマットを採用していたが、PC-9821の頃から、PC/AT互換機と同じ1.44MBのフォーマットも扱えるようになった。ただし、MS-DOSがそれに対応しているバージョン（Ver.5.00A-H以降）である必要がある。現在のPC/AT互換機では、1.25MBを読み書き（一部はフォーマットが出来ないなどの制限あり）するには、3-MODEに対応したBIOSと3モードフロッピーディスクドライブを用意し、ドライバを組み込む必要がある。メーカー製PCでは大抵扱うことが出来る。
98シリーズは、PC/AT互換機と違い、ドライブの質が一定だったため、フロッピーディスクの特定のトラックに特殊なフォーマットを施し、それをチェックすることで正規品か否かの判断をするコピープロテクトが主にゲームソフトで使われていた。これはMS-DOSによるコピーでは同一のフォーマットを再現することが出来ないため（特殊なフォーマットが施されたトラック）、コピーしたディスクでは正規品ではないとみなして動作しないようになっていた。なお、特殊フォーマットのチェックを外す「コピーツール」（ファイラー）と称するソフト本体とソフトごとに施された特殊フォーマットに対応するデータディスクが売られていた（詳細は割愛）。
PC-9801シリーズが全盛だった時代には高額だったこともあり、なかなかHDDの普及が進まなかったが、Windowsの利用を前提としたPC-9821シリーズの登場は転機となり、MATE・FELLOW以降ではHDDモデルを中心にデスクトップでもFDDが1台しかないモデルが登場するようになった。これらの機種では当初はHDD上に構築した専用ファイルを98ノートのRAMドライブのように扱う仮想FDDツールが添付され、FDD2台を前提としたソフトを動作させる配慮が見られた。しかしPCIアーキテクチャ搭載機ではそのようなツールもサポートされなくなり、ノート機でも物理的なRAMドライブが省略されるようになるなど、PC-9821の時代にはFDD2台という構成は次第にオプション扱いとなっていった。

#### ハードディスク
PC-9801シリーズの内蔵ハードディスクはノート型を除きSASIもしくはSCSI接続だが、後のPC-9821ではIDEが標準となり、さらにその後は540MB以上を認識可能なE-IDE仕様となった。なお、初期のタワー型をはじめとするハイエンド機の大半はAdaptec製SCSIコントローラをオンボードで搭載しており、制限は「32Gの壁」くらいであった。
PC-9821シリーズの内蔵IDEコントローラは例外なくPIOモードのみのサポートであり、Ultra DMAを使うには後に発売されたサードパーティー製の拡張IDEボードに頼る必要があった。
また、Socket 5を搭載するMATE Xの一部機種に変換ソケットを使用してMMX Pentiumを搭載した場合、内蔵IDE-I/Fが有効であるとITFのコーディングの関係で起動に失敗するものがあり、この対策としてオンボードのIDEは使用せず全ドライブをSCSIで統一するユーザーも少なからずいた。これは、NECもIntelもCPU乗せ替えを保証しない機種に対して無理矢理搭載した場合に限って起こる不具合であり、IntelからPC-9821版として販売されたODPには専用のITF書き替えプログラムが添付されており、それを対象機種に使用する限りにおいては全く問題なく動作した。ただし、対象機種はIntel製チップセット搭載機に限られたため、VLSI製チップセット搭載機の場合はその恩恵にあずかることはできず、前述の全SCSI化以外の選択肢が無かった。

#### パーティション管理
PC-98x1とPC/AT互換機ではパーティション管理に全く互換性は無く、PC-98x1には固定ディスク起動メニューというブートメニューが用意され、複数のOSを任意のドライブの任意のパーティションに導入し、同居させることができる。この機能の存在を前提として、Windows NT系のNTLDR (と boot.ini) の機能であるOS選択メニューはPC-98x1においてサポート外になっており、デフォルトで無効化されている。
その他の違いとして、標準のMS-DOS/Windowsでのハードディスクの先頭ドライブレターが、PC/AT互換機では起動先にかかわらず固定でC:が割り当てられるが（フロッピーディスクはA:、B:固定）、PC-98x1では起動ドライブがA:となる。

#### サウンド

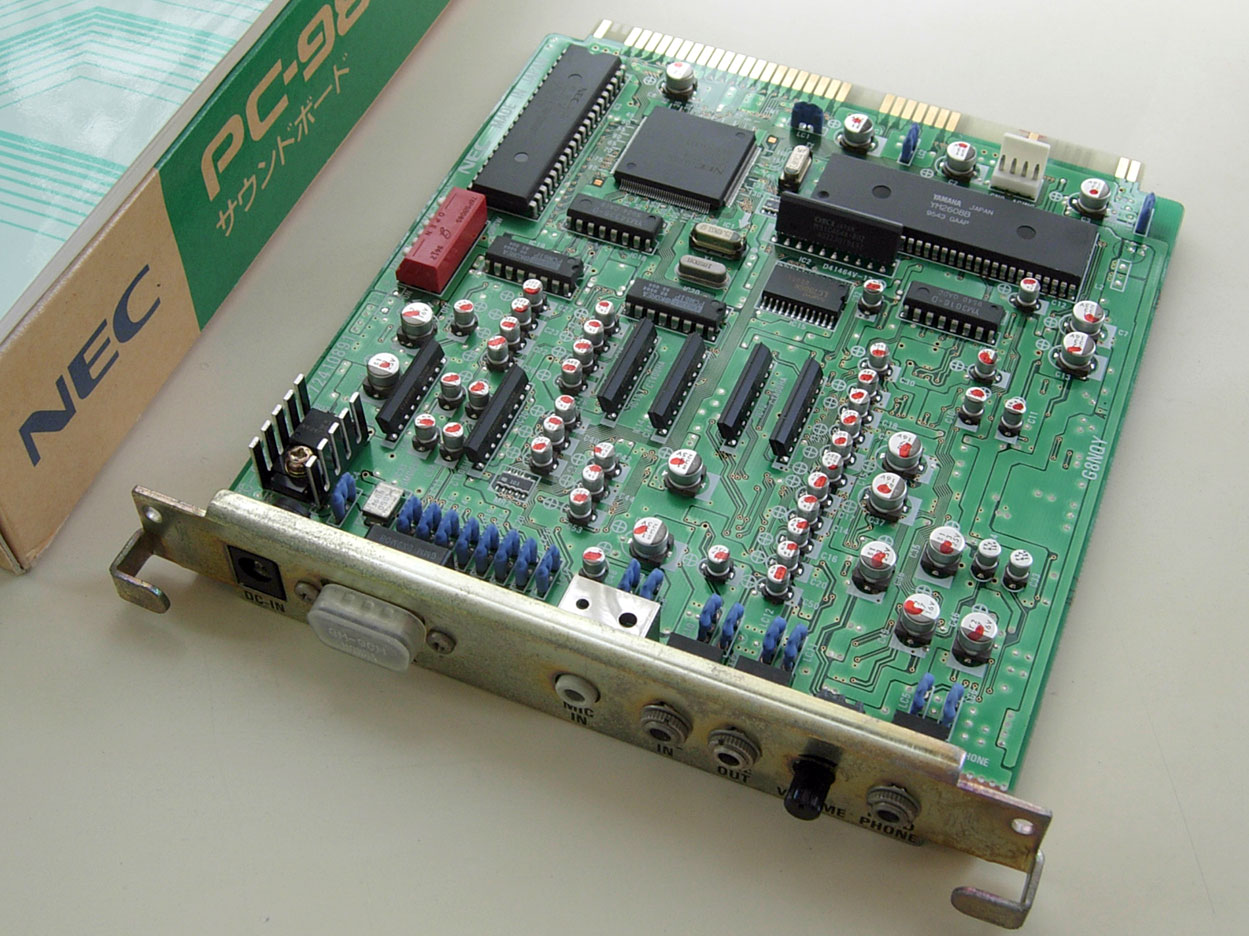
PC-9801-86 サウンドボード

PC-9801ではサウンドカードとしてFM音源のYM2203(PC-9801-26)を事実上の標準音源とし、PC-9821では上位互換のYM2608 (PC-9801-86)を採用した。後者は前者の完全上位互換の上、PC-8800シリーズにおいて長年に渡って使用されてきた枯れた音源であったため、これらの間では互換性の面では問題はなかった。もっとも、後述の理由によりWindows 95時代になって登場したPC-9801-118およびこれに相当する内蔵音源(WindowsSoundSystem=WSS)では、YM2608の生産終了とWindows上での内蔵シンセサイザの高機能化要求から、YM2608の一部機能を省略したYMF288とSoundBLASTER 16で採用されていたYMF262-Mの機能を折衷・統合したYMF297が採用された。
PC-DOS時代のPC/AT互換機の音源は、有名な所ではCreative社のSoundBlaster/16/AWE32やGravis社の UltraSound等が群雄割拠しており、各ソフトウェアの側で複数のサウンドカードに個別にサポートする、といった対応がとられていた。
Windows 3.1にマルチメディア拡張が搭載され、マイクロソフトがMMCガイドラインにおいて標準PCM音源としてWindows Sound System(WSS)を規定したため、両機種ともその互換PCM音源を搭載することになったものの、既存のMS-DOS用のソフトではWSSに対応しておらず、混乱が生じた。PC-9800シリーズ用Windows 9xではPC-9801-73・PC-9801-86のPCMも引き続きサポートされたものの、同カードではPIO転送時の負荷が大きいため、場合によっては「音飛び」が発生する問題があった。なおWSS互換音源搭載WindowsマシンにPC-9801-86を挿して共存させようにも、音源種別を識別するための一部のI/Oポートが重複するなどリソースの競合が見られ、WSS互換音源のINTを変えるだけでは正常動作しなかったため、フリーソフトの切り替えツールを併用する必要があった。

#### USB
PC-9821ではチップセットにインテル430VXを使用した機種の一部にUSBポートが搭載されている（Xcシリーズ、V166、V200など）。標準のOHCI準拠規格であったが、「PC-9821シリーズでは使用できません」と明記してあるUSB対応機器も多かった。Windows 2000以降はドライバ等の熟成もあり問題なく使用できる機器がほとんどだが、PC-9800シリーズへの対応を公式に謳うUSB対応機器は皆無に等しい。
またPCIスロットにUSBインターフェースを増設することも可能だが、PC-9800版Windows 2000にはUSB2.0のEHCI （Enhanced Host Controller Interface）ドライバが含まれていないため、インストールには若干の知識と工夫を要する。

#### メモリ
初期のPC-9821ではPC-9801シリーズからの流れで、オンボードメモリの640KBから1024KBの間のアドレスはメモリ容量に含めない風習があった。例えばWindows 95（日本語版）のシステム要件で最低メモリ容量はPC/AT互換機で8MBに対し、PC-9800シリーズでは7.6MBとされていた。
デスクトップ機の場合、当時すでにAT互換機ではJEDEC仕様のSIMMが普及していたが、PC-9821では1993年5月のPC-9821Ceまでは別売りの専用メモリボードを介して増設する、いわゆる61SIMMと呼ばれる独自のSIMMが使われていた。同年7月のPC-9821AfからはほぼJEDEC仕様に準ずるSIMMが採用されているが、別売りの専用メモリボードを介す形式はその後の2代目MATE Aシリーズでも引き継がれた。これに対しMATE BはオンボードでJEDEC仕様のSIMMスロットが備えられており、標準搭載のメモリもSIMMが使われている。特にMATE X以降はメモリ増設時に標準搭載のSIMMを別売りのSIMMに交換することがサポートされるようになっており、建前上640KBから1024KBの0.4MBもメモリ容量に数えて論じざるを得なくなっている。この場合でもその0.4MBはユーザーは利用できないことから、カタログの類では「32MB（ユーザーズメモリ31.6MB）」のような表現で併記されている。
JEDEC仕様のSIMMが使えるようになってもしばらくはNEC独自のメモリコントローラが使われていたが、やがてMATE X以降でPCIチップセットを持つようになってからはPCIチップセットのメモリコントローラが使われている。デスクトップ機の場合、PCIチップセット開発以前の製品であるMATE Aや1枚単位でSIMMを増設できる機種を除き、Pentium以上のPC-9821では物理的なPCIスロットを持たない機種でもPCIチップセットでメモリが管理されている。

#### OS
基本的にPC-9801シリーズ用の物がそのまま利用可能。PC単体でN88-BASIC(86)を起動可能（ROM-BASIC） なのも同じ。
またFDDモデルを除くほぼ全ての機種でWindows 3.1もしくはWindows 95が標準搭載されており、購入してすぐに使用可能な状態で出荷されていた。Windows 95発売からしばらくは出荷時にWindows 3.1とWindows 95が両方搭載されていて、購入後直後の初回起動時に使用するOSを Windows 95 と Windows 3.1+MS-DOS 6.2 のいずれかを選択する。選ばれなかった方はこの時点で削除され、以後復元することが出来ない。再セットアップに必要なディスク類はWindows 95のもののみ同梱されているが（ただし、再セットアップに必要な起動用フロッピーには何も書き込まれていない）、Windows 3.1+MS-DOS 6.2 を選択した場合はWindows 95の一式をNECに返送することでWindows 3.1+MS-DOS 6.2の再セットアップディスク類が送られるようになっていた。また、Windows 95の再セットアップに必要な起動用フロッピーは、Windows 95を選択して起動した際、1回だけ作成可能となっていた。ただし、付属のフロッピー以外には作成ができないようになっているが、作成したフロッピーのコピーや、コピーしたフロッピーからの起動は可能であった。また、選ばれなかった側やWindows NTなどその他のOSを別途購入してインストールするためのドライバ類を入れたフロッピーディスクが別途付属していた（Windows 95用ドライバは返送後交換されるWindows 3.1+MS-DOS 6.2の再セットアップ用ディスク類に附属）。
さらにNEC以外のサードパーティが作成した独自のMS-DOS互換OSや、有志により作成されたUnix系OSなども存在し、PC-9801シリーズ同様様々なOSを利用可能。

### Windows 3.x系
Windows 3.1は高速化の為に固定スワップファイルへのファイルシステムAPIを経由しない直アクセス等のPC/AT互換機にべったりと依存した実装を行っていたため、移植が困難であったと言われている。もっとも、FMRシリーズやJ-3100シリーズ、それにMULTI 16シリーズ等にも各社が移植を行っていたため、困難であったか否かの判断は難しい。
なお、Windows 3.1の日本語への移植はNECが担当していたが、オリジナルであるAT互換機版と比べ、スタンダードモードでDOSプロンプトが使えないといった制限があった。また、EPSONからも自社製98互換機向けにWindows 3.1が発売されていたが、こちらはスタンダードモードでもDOSプロンプトが利用できるものの、PC-9821用PEGCドライバが同梱されていなかった。なおNEC版でもPC-9821用PEGCドライバが搭載されたのはWindows 3.0B以降であり、Windows 3.0/3.0AにおいてPEGCは利用できない。

### Windows 9x系
一般には、PC-9821がPCIアーキテクチャへ転換したため、Windows 9x系の移植に有利となったと言われているが、これは間違いである。本家PC/AT互換機版がISAやISA+VL世代の機器をも動作対象としていたことから類推できよう。
Windows 3.1に比べ、OS本体の仮想化が進んでいたため、ドライバやVXDレベルに差異を押し込めることが可能になったのでOS本体の移植の難易度は下がり、ドライバの開発が困難になったのでは無いかと思われるが、他の国産機への移植がFM TOWNSとEPSON 98互換機のみであったため、判断は難しい。

### Windows NT系
本来、複数のCPUアーキテクチャでの動作を前提としていたWindows NT系は移植が楽で、極論すればHALと98形式のHDDパーティション解析レイヤとドライバ類だけ開発すれば良い。
NT系は抽象化が高度であり、Windows NT 3.1の時代からWindows 2000に至るまで、ネットワークカード等のROMを持たないカードは当然として、ROMを持つPCIカードでもそれを無効にすれば、PCIの機種依存実装の見本とも言えるビデオカードがPC/AT互換機のドライバで（内部のリレースイッチ切り替えを除き）動作する場合があり、SCSIカードやRAIDコントローラもBOOTを前提としなければドライバを含めてそのまま利用可能な場合がある。

## 主な機種

### デスクトップ型

#### 98MATE A

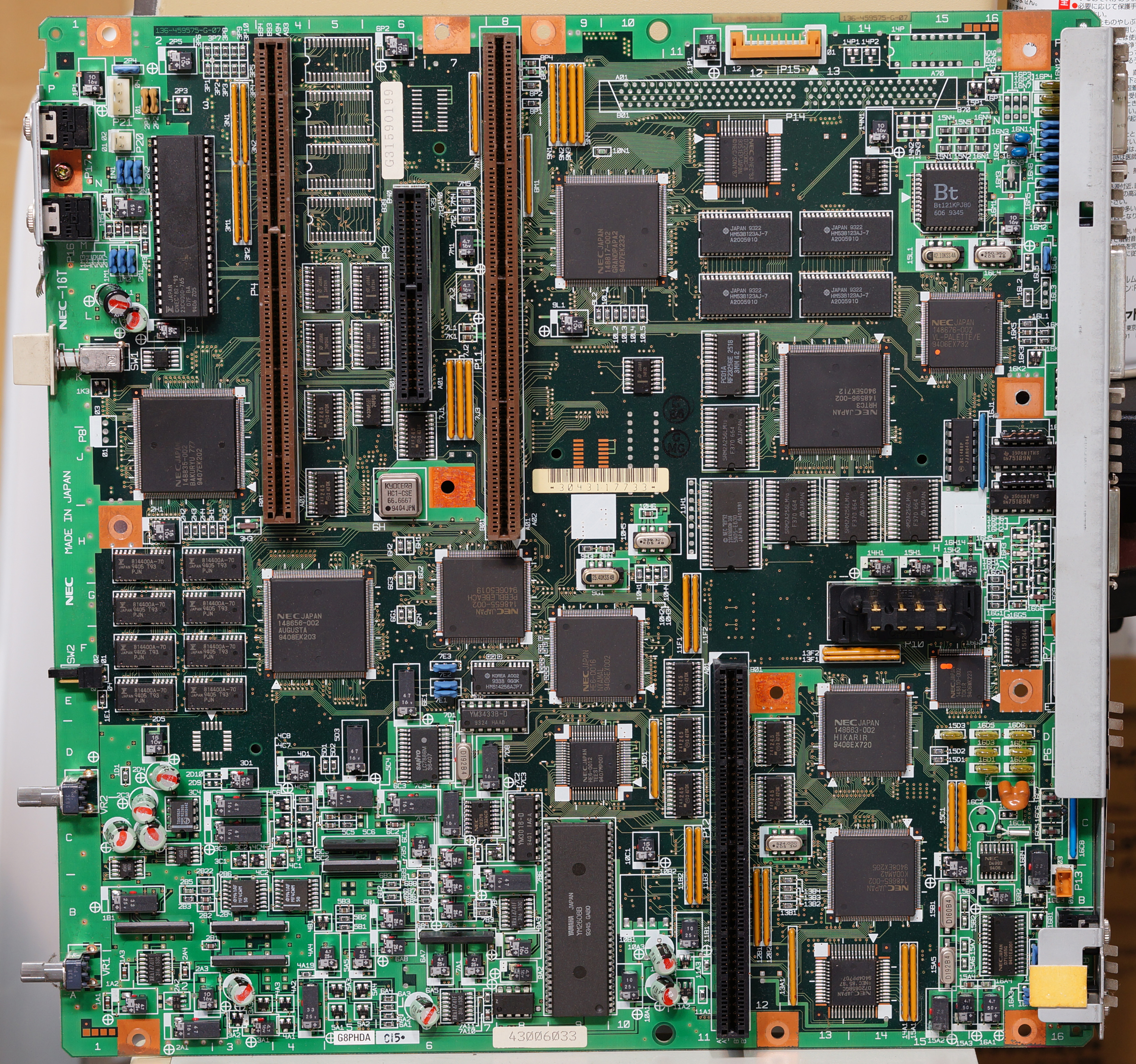
PC-9821Ap2のマザーボード

- PC-9821Ae/As/Ap（98MATE A / 1993年1月） 80486SX 25 MHz / 80486DX 33 MHz / 80486DX2 66 MHz : 通称「A-MATE」 初代MATE Aはメモリ上限が標準では14.6MB[注 39]、フロントベイはPC-9801FA/FS/FX同様のSCSI仕様のファイルスロット、98ローカルバス（MLバス）を搭載。ただし、ハードディスク内蔵モデルの標準搭載HDDはSCSIではなくIDE相当に変更された。FA/FS/FX同様に専用SCSIインターフェースさえ増設すれば従来のSCSIタイプのHDDも内蔵は可能。
- PC-9821Af（98MATE A / 1993年7月） Pentium 60 MHz : 前後に備えた大型ファンで巨大なCPUヒートシンクを強制空冷する風洞状のスペースを内部に備え、筐体が他のMATE Aより一回り大きい。NEC独自規格によるPC-9801-61系SIMMを止めて、標準規格であるJEDEC準拠の汎用SIMMに対応することでPC-9821で初めて14.6MBの壁を越えた機種だが、プリンタ端子は従来通り送信のみ対応で増設FDDコネクタを標準搭載するなど、過渡的な仕様となっている。
- PC-9821As2/Ap2（98MATE A / 1993年11月） 80486SX 33 MHz / 80486DX2 66 MHz : 二代目MATE A。CPUソケットにSocket 3を搭載しており、セカンドキャッシュの追加搭載[注 40] に対応し、更にPentium ODPに換装することもできるが、ライトバックキャッシュに対応していない。ちなみに、初期ロットではセカンドキャッシュとPentium ODPの併用時に不具合が発生するもの[注 41] や、内蔵カレンダーの越年処理に不具合が発生するもの[注 42][注 43] が存在したことで知られる。
- PC-9821An（98MATE A / 1994年5月） Pentium 90 MHz : MATE A最上位機であり、Afとは異なり他のMATE Aと同サイズの筐体をもつ。メモリ上限は127.6MB。なお、初期出荷分は除算に不具合のあるいわゆるバグ付きPentium搭載であった。BIOSにフラッシュメモリを採用しており、プラグアンドプレイに対応するアップデータがNECから発売された。また、同アップデータで504MB超のIDE-HDDを搭載することも可能となる。CPUのスペック上ではMATE A中最も性能の高い機種ということになるが、MLバスの仕様をはじめ80486の搭載を前提に設計されていたMATE AにPentiumを搭載しているため、メモリウェイトやブリッジ変換などいくつかの足かせがかけられている。したがって、トータルの性能においては、それ程飛躍的に向上しているわけではない。
- PC-9821As3/Ap3（98MATE A / 1994年10月） Write Back Enhanced 80486DX2 66 MHz / 80486DX4 100 MHz : 三代目にしてMATE Aの最終シリーズ。Ap3は3.3V駆動専用のSocket 6搭載で、BIOSレベルでライトバックキャッシュにも対応しているが、標準ではPentium ODPをサポートしない。また、As3はSocket 3搭載だが3.3/5V両対応で、Ap3がサポートしないPentium ODPの他、ODPではない486DX4もそのまま搭載可能である。いずれもセカンドキャッシュの追加搭載[注 44] に対応するが、増設キャッシュモジュールはAs2/Ap2とも後述するXs/Xpとも異なる専用品を必要とする。MATE XのXs/Xpがベースであるため、PEGCはVRAMのアクセスモードの一部などを削った簡略化版となり、オンボードビデオにローカルバス接続のVision 864（VRAM 2MB実装）を搭載する。セカンドキャッシュもXp/Xs同様に追加搭載可能であるが、As2/Ap2およびXs/Xpとは異なる専用設計のモジュールを使用する。フロントベイはファイルベイ(IDE)で、オプションパーツと交換することでファイルスロット(SCSI/FDD)にもなる。

#### 98MATE B・98MATE X・98MATE VALUESTAR・VALUESTAR
- PC-9821Be/Bs/Bp（98MATE B / 1993年11月） 80486SX / 80486DX / 80486DX2 : 通称「B-MATE」 。同時期開発のPC-9801FELLOW2世代目モデルと基本設計が共通で、PEGCは非搭載だが、代わりにグラフィックアクセラレータを内蔵。フロントベイはIDE仕様のファイルベイ、拡張スロットはCバスのみでFM音源・PCM音源はオプション。
- PC-9821Bf （98MATE B / 1994年1月）Pentium 60 MHz : コンセプトは他のB-MATEと同様だがFELLOWに対応したものではなく、動作クロックはやや劣るものの同時期のSV-98に近い[注 45]。
- PC-9821Xe/Xs/Xp/Xn（98MATE X / 1994年7月） 80486 / Pentium : 通称「X-MATE」の初代。PC-9801FELLOWの3世代目と共通点が多いが、新規にPEGCチップを起こしており、MATE Aのものと比較して極端に使用頻度が低かった機能を省略する事でコストダウンを実現した。また、サウンドはPC-9801-86相当に代えてWSS-PCM音源が標準搭載となっており、フロントベイはIDE仕様のファイルベイ。拡張スロットはCバスのみでPCIは非搭載。Xs/XpはMate Aの486系CPU搭載機と同様、セカンドキャッシュの追加搭載[注 46] に対応する。
  - XsとXpはPentiumODPを搭載する場合、専用のKタイプと呼ばれるものが必要であった。Xsは当時の価格対性能はそこそこだったものの、癖のある機種で、As2/Ap2の初期ロット品と同様に、セカンドキャッシュ増設+Pentium ODP搭載などの特定条件で起こる不具合が一部のロットで報告されている。
- PC-9821Xa（98MATE X / 1994年7月） Pentium 90 MHz : 通称「初代（無印）Xa」 PCIバスを初搭載した。もっとも、まだPCI-PCIブリッジがなく、後に発売されたPCIカードでは対応機種から初代Xaが外されているものもある。
- PC-9821Xf（98MATE X / 1994年12月） Pentium 60 MHz : Xaの下位モデルに相当し、チップセットが異なる。
- PC-9821Xe10（98MATE X / 1995年5月） 486DX4 / PentiumODP : 当初本体のみのモデルが発売された。その後Xa7eとともに販売されたディスプレイセットモデルは、VALUESTARシリーズの祖先となる。PC-9801BX4のベースとなった機種。Cバスのみ。PentiumODP搭載モデルは83MHz動作である(BX4の同モデルは63MHz)。
- PC-9821Xa10（98MATE X / 1995年10月） Pentium100MHz : PCIバスを搭載、前期Xaシリーズの中核となった機種。下位モデルにはXa7・7e・9、Xb10があり、上位モデルはXa12・13・16・20・200と続き、Windows 95時代を支えた。
  - ただし、Xaシリーズ後期の/W型番のものはチップセットがVLSI社製Super Core594「WildCat」からIntel 430HX「Triton II（Triton HXとも呼ばれる）」へ変更されてリセットスイッチを廃止し、電源はAT電源からATX電源へ変更、Intel 82557 100Base TX対応LANコントローラのオンボード搭載、内蔵グラフィックス回路をPCI状のボードにグラフィックアクセラレータとともに搭載（「このカードは抜かないで下さい」という注意書きあり）などその内容は完全に別物となっており、これはむしろ先行したMATE Rの初代機であるRa20/N12のSocket 7版と呼ぶべき機種である。
  - Xa7・9・10・12・13/K・16/KはチップセットとしてVLSI社製Super Core594「WildCat」を搭載しているが、Xa7eはWildcat搭載のものとIntel Triton(Intel 430FX-60・66のいずれか)のものが混在、またXb10はIntel 430FX-66を搭載している。
- PC-9821V7（98MATE VALUESTAR / 1995年11月） : ディスプレイセットのWindows 95プリインストールマシンであるVALUESTARシリーズの第一号機。VALUESTARシリーズはMATE XシリーズのWindows特化モデルであり、古いデバイスでしか使われていなかったCバスの信号線の一部が結線されていない他、BIOSレベルでもPlug and Play対応に特化するなど、各部の仕様が簡略化されていた。
  - VALUESTARシリーズの後期に登場したMMX Pentium搭載機（V200など）には、外観から前期のモデルは通称「流星」、後期は「青札」と呼ばれて区別されるものがあり、4.3GB以上のHDDを認識可能かどうかなど性能に違いがある
    - VALUESTAR登場以前、ソフトウェアセットモデルなる機種があった。（Xa7e等）こちらの機種は、ロータスオーガナイザー、駅すぱあと、ゴーストライター、フォトマジック、トランプワールドなどがバンドルされていた。ワープロ、表計算ソフトはバンドルされていない。この機種にはディスプレイが標準で付属し、Cバスや、PCIバススロットの本数が基本となる機種より各－1となっていた。

#### 98MATE R
- PC-9821Ra20（98MATE R / 1996年5月） Pentium Pro 200 MHz : シリーズ初のATX電源内蔵機種。Pentium Pro搭載なのでこのグループはWindows NTプリインストールモデルしか存在しない。MATE Rだけではなく、以後のW型番のMATE Xの基本ともなった。同年12月に投入された2世代目では下位モデルとして180MHz版のRa18も追加された。チップセットはINTEL 440FX
- PC-9821RaII23（98MATE R / 1997年5月） Pentium II 233 MHz : Ra20のSlot 1版。マザーボードの設計が多少異なるためITF/BIOSに必ずしも互換性は無いものの、チップセットやオンボードデバイスなどはRa20と全く同様の構成である。ただし、CPUの変更に伴い、Windows 95搭載モデルがラインナップに加わった。以降はこれと同等のマザーボードでCPUやドライブを換装しROMを修正しただけのマイナーチェンジ程度の「新製品」が続くことになる[注 18]。
- Ra266（98MATE R / 1997年8月） Pentium II 266 MHz : 若干CPUクロックが引き上げられ、最上位機のRvII26と同じになった。同年10月のPC98-NX登場時にモデルチェンジされており、型番（枝番）末尾に「R」が追加されている。この後期モデル以降、Windows NT搭載モデルが無くなりMS-DOS搭載モデルが加わった。さらに1998年7月にはWindows 98搭載モデルも追加された。ただし、MATE Rは仕様上ACPIに対応しておらずWindows 98のロゴを取得することができないため、プリインストールOSに関係なく「Designed for Microsoft Windows 95」のシールが付属している。
- Ra300/333（98MATE R / 1998年10月） Celeron 300A/333 MHz : 初めてCeleron（Slot 1版）が採用され、久々にCPUクロックが引き上げられた。Pentium IIからCeleronへの変更だったため性能向上幅は限定的だったが、のちに正式にPC-98をサポートするCPUアクセラレータとしては最高クロック級の製品で対象機種とされた[13]。Ra333のみRa40登場後の1999年8月に17インチCRTセットモデルが追加されており、しばらくラインナップに残った。
- Ra40（98MATE R / 1999年6月） Celeron 400 MHz : Socket 370版Celeronをソケット変換下駄を介してSlot 1に接続するようになり、CPUクロックは一気に400MHzに到達した。さらにMATE Rとしては初めてCRTセットモデルも登場するなど、PC-98を扱っていたPC情報誌ではささやかな話題となっていた。この頃までは発表時点での現行製品クラスのCPU・ドライブ類が採用されており、NECのPCラインナップ上はビジネス向け機種の柱のひとつとしてそれなりに位置付けられていた。ただし、前述のようにマザーボード自体は古い設計の流用であり、カタログスペックに比べて実性能に陰りが見えていたこともまた事実である[注 47]。価格も高かったが、前述のPC誌によれば当時のエプソンダイレクトのCeleron300Aクラスの格安AT互換機と比べてもベンチマークで同等か、やや劣る程度だったという。2000年1月には後期モデルにモデルチェンジされ、枝番の「C」の部分が「D」に変わっている。
- PC-9821Ra43（98MATE R / 2000年5月） Celeron 433 MHz : PC-9821シリーズデスクトップモデル最終機種。シリーズ中で最高クロックのCPUを搭載するが、前述のようにその基本はRaII23から変わっていない[注 48]。また最終機種の宿命として、Ra43はシリーズの収束に特に拍車が掛かった機種でもある。それまでは常に下位機種や旧機種がラインナップに残されていたのに対し、Ra43発表後は比較的速やかにRa40が打ち切られている。一方でそのRa40と比較してもRa43は1年近く新しい割に性能向上幅はわずかであり、CPUに至っては本機の発表後まもなくIntelのページからラインナップ落ちするという有様だった。本機をもってスペック面からも他の現役製品に及ばないようになり、実質的にRa43は互換性のためだけの存在を宿命付けられた機種となった。結果的にこれが2003年のシリーズ生産終了まで残される形になった。21世紀を迎えた2001年11月には同梱CRTの変更に伴い、CRT付属モデルでのみモデルチェンジが行われている。これは型番（枝番）末尾の数字部分に「1」を追加するという、奇しくもPC-9801全盛期にしばしば見られたマイナーチェンジ時のネーミングと同じものになった。

#### 98MULTI
- PC-9821（98MULTI / 1992年11月） Intel 386SX 20 MHz : 初めて"PC-9821"の名を冠したモデル。業務用・法人用を想定したPC-98GSと似た機能を持つが、機能・価格が削減されており、筐体も小さく、ホビー指向としたものに相当する。筐体は小さめだが奥行きがあって正方形に近く、"ピザボックス型"を分厚くしたような省スペースパソコンである。これにデザインを合わせた付属CRTを乗せることで、一体型PCのような姿になる。PEGCによる640×480ドット256色表示、PC-9801-86相当音源（YM2608B）、PC-9801-55相当のSCSIホストアダプタとSCSI CD-ROMドライブを標準装備し、ノート用HDDパックを利用できた。FPUは増設可能。MS-Windows 3.0 MME（マルチメディア拡張版）で使用することを想定した意欲的な機種であったが、等速CD-ROMを始め、CPU速度、本体拡張性の乏しさなどにおいて、本格的にマルチメディア利用をするには基本性能が不十分であり、約半年後にモデルチェンジされた。
- PC-9821Ce（98MULTi / 1993年5月） 80486SX 25 MHz : 初代機のデザインを引き継いだ、拡張スロットがCバスのみのCシリーズ初代機、CRT付属。CPU・メモリ・HDD容量が変わった以外のハードウェア構成や筐体形状は初代機と同一だが、ODPが装着可能になり、HDDモデルにはMS-Windows 3.1 が搭載されるようになった。このモデル以降、MULTiの i には小文字が使われている。PC-9821Afの直前に発売されており、この機種までは61SIMM採用で14.6MBの壁超えにも対応していない。形式号のCはPC-9801時代のCV、CSを受け継いだもので、9801から9821へシリーズ号が継承されたのはCシリーズのみ。
- PC-9821Ce2/Cs2（98MULTi / 1994年1月） 80486SX 25(Ce2)/33(Cs2)MHz： Cシリーズの二代目にして98MULTiの三代目。Cs2はVRAM 1MBのCirrus Logic製GD5428が搭載されており、付属ディスプレイもこの機種のみマルチスキャンディスプレイである。一方のCe2では後にディスプレイにテレビ機能を付けたモデルも登場した。また両機種とも内蔵SCSIホストアダプタは廃止され、CD-ROMドライブは倍速でIDE接続になり、フォトCD・マルチセッションに対応した。HDDも3.5インチIDEになり、Cバスは3基に増えたが、FPU・ODPソケットは付いていない。

#### 98MULTi Canbe
- PC-9821Cx（98MULTi CanBe / 1994年10月） i486SX 33 MHz ： 初代CanBeの一つ。Cb/Cx/Cfと同時発売された。本体、モニタ分離型で、Ce2、Cs2同様、3つの拡張スロット（Cバスのみ）を持つが、内1つはTVチューナー／キャプチャー装着済みであった。CPUは基板直付け（QFP）の486SX（33 MHz）を搭載する。Can Be（「何でも出来る」）のネーミング通り、倍速CD-ROM、内蔵グラフィックアクセラレータ、PC-9801-86下位互換FM音源、WSS（Windows Sound System） PCM音源（左右ステレオ発音可能）、内蔵FAX／モデム、専用TVチューナー／キャプチャー、内蔵アンプ機能、専用多機能リモコン、外付けスピーカー付属。OSはプリインストール済み（MS-DOS5.0A-H＋Windows 3.1及び各種専用ソフトウェアと、統合ワープロ、表計算ソフト（Microsoft Works）をバンドル）と、PCとしては非力ながら多くの機能を詰め込まれていた。
- PC-9821Cf（98MULTi CanBe / 1994年10月） Pentium 60 MHz : 初代CanBeの一つ。リモコン付属。TVチューナー対応。MS-DOS5.0A-H+Windows 3.1搭載。Cb/Cxと同様のソフトウェア構成と機能を持つ。外見的にはCxと全く同様であるものの当時まだ高価であったPentiumCPUを搭載し、初代CanBe中、最高級機種に当たる。
- PC-9821Cx2（98MULTi CanBe / 1995年6月） Pentium75Mhz : 2代目Canbeの一つでありCb2と同時に販売された。前年に販売されたCx/Cfと同じデザインであるが、ベース機が初代MATE X（Xs/Xp・Xf）から2代目MATE X（Xa7/9/10・Xt13）に変更され、チップセットとしてそれらと共通のVLSI Supercore594（Wildcat）を搭載する。4倍速CD-ROMドライブを標準搭載し、内蔵HDD容量が420MBから850MBに引き上げられ、拡張スロットにTVチューナー/キャプチャーを装着、FAXモデム専用スロットにFAXモデムカードを搭載する。OSとしてMS-DOS 6.2+Windows 3.1のみをプリインストールして発売されたPC-9800シリーズ最後のモデルである。
- PC-9821Cx3（98MULTi CanBe / 1995年11月） Pentium100MHz : 拡張FM音源搭載（20音） 内蔵CD-ROMドライブは4連装。OSはWindows 95を標準で搭載する。

余談だが、このCanBeシリーズは当初、蜂を模したマスコットキャラクター「キューハチ君」をあしらい、本体起動時にメモリチェックとMS-DOS起動の画面を隠すようにNECの画像ロゴが出るとともに、内蔵ハードディスクにインストール済みのWindows 3.1には独自のGUIランチャー「98ランチ」を備えていた。ちなみに、グラフィック起動モードと、テキスト起動モードがあり、グラフィック起動モードは、前述の「キューハチ君」のグラフィックが表示され、MS-DOSの特殊なドライバにより、MS-DOSや、CONFIG.SYSなどに記述されたドライバの組み込み時のテキストが画面の下の方に目立たないように表示されるようになっていた。そのため、ユーザーはMS-DOSの画面に気付かないうちに、ウィンドウズ3.1の起動ロゴが表示されていた。それと、ウィンドウズを終了すると、通常はMS-DOSのプロンプトに戻るが、電源が切れるようになっていた。MS-DOSを利用するには、電源投入時にTABキーを押しているか（この場合は一時的な切り替え）、本体のセットアップメニューにより、テキスト起動モードに切り替える必要があった。

#### CEREB
- PC-9821C200/C166（CEREB / 1997年1月） MMX Pentium : リモコン付属、DVD-ROMドライブを搭載するモデルあり
- PC-9821C233（CEREB / 1997年1月） MMX Pentium 233 MHz: リモコン付属、DVD-ROMドライブおよびDVDデコーダボード、ビデオキャプチャ機能搭載

### 一体型
下記の他、PC-9821Cr13（98MULTi CanBe Jam / 通称「ミシン型CanBe」。TFT液晶モニタ一体型、CバスやPCIバスがなくPCカードスロットがある）、PC-9821F200・F166（98FINE、液晶モニタ一体型）が存在する。またバリュースターV7・V10の/CモデルはキャンビーをベースにTVチューナを省いた一体型である。
- PC-9821Cb（98MULTi CanBe / 1994年10月） 486SX33Mhz :初代CanBeの一つ。Cx、Cfと同様のソフトウェア構成と機能を持つ。CRT一体型であり、デザインと設置の簡易性に重点をおいているのが特徴。なおCバスは1スロットのみで専用TVチューナ／キャプチャー部分は専用になっている。（Cb2はCバスは2スロットあり内1つは専用TVチューナー／キャプチャーボードが装着されている。また、グレードによっては、TVチューナー／キャプチャーボードを外したモデルも存在する。）
リモコン付属。TVチューナー対応。なお詳細はPC-9821Cxを参照。
- PC-9821Es（98FINE / 1994年7月） 98Tシリーズの後継、液晶モニタ一体型

### ラップトップ型
- PC-9821Ts（1993年11月）　9821シリーズでは唯一のラップトップ型。PC-9801Tと同じく、キーボードは取り外しができた。またこの製品のみ「98○○○」という愛称を持っていない。

### タワー型
下記の他、Xcシリーズ(98MATE X)およびVALUESTARの一部モデル（V200/M7など）がある。
- PC-9821Xt（98MATE X / 1994年7月） Pentium 90 MHz : 「初代（無印）Xt」 同XaとともにPCIバスを初搭載。SCSIのみを装備し、内蔵IDEインターフェースは存在しない（シリーズ唯一）
- PC-9821Xt13（98MATE X / 1995年7月） Pentium 133 MHz : VLSI社製SuperCore594チップセット搭載。Adaptec社製AHA-2940J SCSIコントローラをオンボード搭載[注 49]。標準搭載のグラフィックカードはMATROX社製 Millenium 4MB版である。上位モデルにXt16がある。
- PC-9821St15（98Pro / 1995年11月） Pentium Pro 150 MHz：初のPentium Pro搭載機。Intel 450KX（Mars）チップセット（ノースブリッジのみ）搭載。Fast SCSIコントローラオンボード搭載
- PC-9821St20（98Pro / 1996年3月） Pentium Pro 200 MHz : St15のCPU高速化バージョン。ただし、PCIバス回りに修正が加わっており、BIOSにも変更が散見される。
- PC-9821Xv13/R16（98MATE X / 1996年1月） Pentium133MHz : MATE Xシリーズのタワー型PC。チップセットはWildcatで、PCIスロットは2本のまま。
- PC-9821Xv13/W16（98MATE X / 1996年11月） Pentium133MHz : MATE Xシリーズのタワー型PC。チップセットは430HXとなり、PCIスロットも3本に増えた（上位モデルのXv20/W30 と同一マザーボード採用）。
- PC-9821Ct16（98MULTi CanBe / 1996年6月） Pentium 166 MHz: CanBeのタワーモデル。CD-ROMドライブは4連装（同時に4枚までのCDが挿入できる）タイプで、Cバスはなく、代わりにPCIバスが搭載されている。
- PC-9821Ct20（98MULTi CanBe / 1996年11月）Pentium 200 MHz: Ct16と比較し、CPUの高速化や標準搭載メモリの増加といった基本性能の底上げに加え、2本のPCIスロットの1本にAdaptec製Ultra SCSIカードを搭載し、光学ドライブとしてソニー製SCSI接続CD-Rドライブ(CDU-924S)が搭載されている。
- PC-9821Rv20（98MATE R / 1996年11月） Pentium Pro 200 MHz : St20後継機。Intel 440FX（Natoma）チップセット搭載。オプションでデュアルCPU対応可能。割り込みの互換（シングルCPU）モードと拡張（デュアルCPU）モード切り替え可能。Adaptec社製AIC-7860 Ultra SCSIコントローラをオンボード搭載し、HDDも容量2GBのSCSIドライブを搭載する。標準搭載のグラフィックカードはMillenium 4MB版、光学ドライブはPDドライブである。
- PC-9821Rs20（98MATE SERVER / 1996年11月） Pentium Pro 200 MHz : Rv20のサーバ特化バージョン。サウンド機能と互換割り込みモードが省略され、グラフィックもRa20と共通のTGUI9682XGi搭載カードに変更。Cバス版専用サーバーボード搭載。
- PC-9821RvII26（98MATE R / 1997年5月） Pentium II 266 MHz : Rv20の後継機種。PDドライブ内蔵。CPUのデュアル搭載が可能だが、出荷状態ではコア電圧2.8V版Pentium IIにのみ対応する。やはりRv20と同様にUltra SCSIコントローラを標準搭載し、内蔵ハードディスクも2GBのUltra SCSI対応ドライブを搭載する。メモリアクセスはインターリーブに対応し、SIMM 4枚単位の増設が必要だがPC-9821シリーズの中でも特に高速。ソケット搭載CPUのクロックスピードではRa43の後塵を拝するが、機能や拡張性では同機を上回る。MATE Rシリーズおよびタワー型のシリーズ最上位機。
- PC-9821RsII26（98MATE SERVER / 1997年5月） Pentium II 266 MHz : RvII26のサーバ特化版。仕様的にはRs20に準じるが、10クライアントライセンス付きWindows NT Server 4.0プリインストールで出荷されたため、HDDがRvII26の2GBから4GBに倍増されている。

### 98SERVER SV-98シリーズ
商品コンセプトとしてはSV-H98シリーズの後継にあたるPCサーバで、型番にPC-9821とは付かないものの、前述のようにPC-9821BfはSV-98初代機 (model 1) とほぼ共通の設計が利用されていた。このためBfと同じく、当初のSV-98はmodel 2の頃まで9821グラフィックを持たないシリーズだったが、後期の機種からは9821相当の画面モードも備えるようになった。さらに後継機としてPC-9821Rsシリーズにその商品コンセプトが受け継がれたという事情もあり、関連機種として本稿に記す。
SV-98シリーズではCPUの高性能化とPCIスロットのサポート（model 1を除く）に加え、サーバOSでのメモリ実装量の増大要求に応え各モデルで同時期のデスクトップ機を上回る最大実装メモリ量がサポートされ、model 1では最大79.6MB、model 2・model 1A・model 1A2では最大255.6MB、model 3では最大511.6MBの実装が可能となった。また、model 3ではCPU増設ボードの追加によりPC-9800シリーズ（およびその派生機種）では初となるデュアルプロセッサ機能が実現された。

### ノート型

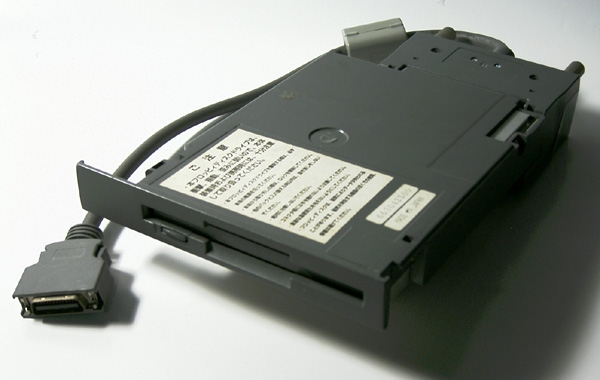
ノートパソコン用外付けFDD

A4型のNシリーズ、それ以下のサイズでサブノート型のLシリーズがある。中期以降の多くはWSS相当のPCM音源を搭載する他、Nシリーズの一部機種はFM音源も内蔵する。液晶ディスプレイについては廉価版はデュアルスキャンSTN、それ以外はTFTを採用していた。Windows 95登場以前の機種には、2FDD構成でなければ動作しない一部のMS-DOSソフトウェア（主にゲームソフト）に1FDD構成で対応するために、「RAMドライブ」と名付けられた機能が実装されていた。この機能は内蔵メモリから1.25MBを割り当てて、仮想的に1基のFDDとしてソフトウェアに認識させるもので、ドライバを必要としないよう、BIOSレベルでサポートされたものであった。ただし、あくまで仮想のFDDであり、記録された内容は電源が確保されている間だけ保護される。また、コピープロテクトを採用しているゲームソフトは起動用のディスクにプロテクトを掛けることが多く、起動ディスクをRAMドライブにコピーしてもプロテクトが機能して起動させることができない。したがって、プロテクトの掛けられていないデータディスクをRAMドライブにコピーし、FDDに起動ディスクをセットして起動させることになる。データディスクが複数枚あるソフトウェアで処理中にデータディスクの入れ替えを要求される場合は、RAMドライブは入れ替えることができないため、この機能をもってしても対応できなかった。そのため、一部のゲームソフトではノート専用版として、起動ディスクにはプロテクトを掛けず（RAMドライブにコピーして起動）、データディスクにプロテクトを掛けて（FDDにセットして置く）おき、プロテクトチェックの際は、データディスクをチェックすることで対応したものもあった。

#### Nシリーズ・Lavie
- PC-9821Ne（98NOTE / 1993年） i486SX 33 MHz : 640×480ドット : 9821シリーズ初のノート型。TFT 4096色中256色表示液晶。本体の前面中央に独自のトラックボール「サムボール」が付いている。搭載メモリの上限が14.6Mで、PCカードスロットの規格が古く(PCMCIA2.0/JEIDVer.4.1)、PCカードコントローラーがIntel互換でない独自仕様の物であるため、使用できるカードに制限がある。9821シリーズだがサウンド機能は搭載していない。
- PC-9821Ne2/Nd（98NOTE / 1994年） i486SX 33 MHz : 初代Neの後継機種で、NdはDSTN液晶タイプ。初代Neに存在した拡張バスが廃止された。さらにこれらの後継機種としてNe3/Nd2（i486DX2 50 MHz）が存在した。
- PC-9821Ns/Np/Nf（98NOTE / 1994年） i486DX2 50 MHz（Ns）、iDX4 75 MHz（Np）、Pentium 75 MHz（Nf）: Ne2/Ndの上位機種として登場。この3機種のみ液晶モニタ部を逆向きに取り付けることができる。拡張バスが198ピンに拡張され、ドッキングステーション(ファイルスロットorCD-ROM、汎用拡張バススロット1)に接続可能(110ピン変換コネクタ有)。
- PC-9821Nm（98NOTE / 1995年） i486DX2 50 MHz : Ne3とほぼ同様の筐体であるが、液晶ディスプレイはモノクロ640×480ドットである。
- PC-9821Na7/Nx（98NOTE / 1995年） Pentium 75 MHz/Am DX4 100 MHz : 800x600ドット/640×480ドット : タッチパッド搭載。ディスクは98NOTE伝統のパック形式(薄型)を採用。この機種よりサウンド機能を搭載。後にNa13/12/9が発売される。
- PC-9821Nb10（98NOTE Lavie / 1996年） Pentium 100 MHz : 800x600ドット。購入後直後の初回起動時に使用するOSを Windows 95 と Windows 3.1+MS-DOS 6.2 のいずれかを選択する。選ばれなかった方はこの時点で削除され、以後復元することが出来ない。再セットアップに必要なディスク類はWindows 95のもののみ同梱されているが（ただし、再セットアップに必要な起動用フロッピーには何も書き込まれていない）、Windows 3.1+MS-DOS 6.2 を選択した場合はWindows 95の一式をNECに返送することでWindows 3.1+MS-DOS 6.2の再セットアップディスク類が送られるようになっていた。また、Windows 95の再セットアップに必要な起動用フロッピーは、Windows 95を選択して起動した際、1回だけ作成可能となっていた。ただし、付属のフロッピー以外には作成ができないようになっているが、作成したフロッピーのコピーや、コピーしたフロッピーからの起動は可能であった。
- PC-9821Na15（98NOTE Lavie / 1996年） Pentium 150 MHz : 1024x768ドット。
- PC-9821Nr15/13（98NOTE Lavie / 1996年） Pentium 150/133 MHz : 800x600ドット。後にMMX Pentium機も発売された。
- PC-9821Nw150（98NOTE Lavie / 1997年） MMX Pentium 150 MHz：FDD・CD-ROMドライブ内蔵型のオールインワンタイプ。台数限定品としてディスプレイに格納可能なフラットパネルスピーカー搭載モデルも存在した。Nr233/266/300や初代LaVie NX（LVシリーズ）ではこの機種と同一の筐体を採用している。
  - PC-9821NxはPC-9801NX/C、PC98-NXとは関係はない。
  - 最終機はPC-9821Nr300 (MMX Pentium 300 MHz)

#### Lシリーズ・Aile
- PC-9821Lt/Ld（98NOTE Light / 1995年） i486DX2 50 MHz（Lt）、i486SX 33 MHz（Ld）: B5型 本体の右側奥に超小型トラックボールの「サムボール2」が搭載されている。外部接続型のFDDが付属する。極力余計な機能は省かれていて、サウンド等のマルチメディア機能は搭載されておらず、ビジネスモデル的色合いが強い。拡張機能に関しては、PCカードスロット以外の汎用拡張バスを持たず、それ以外にはメモリ増設スロットが用意されているのみである。背部にプリンタ・マウス・シリアルポートおよび外部VGA出力は備えるが、キーボード端子が省略された。FD互換RAMドライブも持たない。Lt・Ld共にアプリケーションモデルと呼ばれるソフトウェアプリインストールモデルとHDDモデルと呼ばれるソフトウェアのインストールされていないモデルの2グレードが存在し、前者は350MB（Ld/350A・Lt/350A）あるいは540MB（Lt/540A）のHDDと7.6MBのメモリを標準搭載し、後者は260MBのHDDと1.6MBのメモリを標準搭載する。また、全機種ともグラフィックコントローラとしてPEGCのみが実装されており、Ltは9.5インチTFT、LdはDSTNカラー液晶を標準搭載する。アプリケーションモデルではMS-DOS 6.2(5.0A-H)+Windows 3.1をHDDにプリインストールしてあり、さらに一太郎+Lotus 1-2-3がバンドルされていた。なお、再インストールディスクは別売であり、本体のみ購入時には、まず自力でフロッピーディスクにバックアップをとらねばならず、そのためのマニュアルも同梱されていた。
- PC-9821Lt2（98NOTE Light / 1995年） i486DX2 50 MHz : B5型 Ltの後継モデル。グラフィックコントローラとしてPEGCに加えTrident社製Cyber9320を追加搭載し、「サムボール2」に代えてタッチパッド[注 51] を搭載する。HDD容量はアプリケーションモデルの上位が540MBから720MBに引き上げられ、HDDモデルも350MBとなった。また、メインメモリもHDDモデルについては増量が実施され、4MB（ユーザーメモリ容量は3.6MB）実装となった。またB5型ノートPCとして唯一、3.5インチFDDを内蔵できる。
- PC-9821La7/La10（98NOTE Aile / 1995年） Pentium 75/100 MHz : B5型 タッチパッド搭載 Microsoft Word+Excel、あるいは一太郎+Lotus 1-2-3バンドルモデルのみ。LCDはLa7が8.4インチDSTNのみ、一方のLa10は当初のモデルではLtから引き続き9.5インチTFT液晶パネル採用で、いずれも640x480ドットだった。しかし後期モデルLa10/Sでは10.4インチ800x600ドットTFT液晶となった。
- PC-9821Ls150/Ls12（98NOTE Aile / 1997年） MMX Pentium 150 MHz/Pentium 120 MHz : A4型 800x600ドット ポートバー、ドッキングベイ付属。FAXモデム標準装備。PCカードは下段のみZVポート対応。Ls150の/C2,/D2型番は4.3GB以上（32GB以下、ただし8GBを超える場合は標準では8GB扱い）のHDDも認識可能。Microsoft Word+Excel、あるいは一太郎+Lotus 1-2-3バンドルモデルのみ。
- PC-9821La13（98NOTE Aile / 1997年） Pentium 133 MHz : B5型 800x600ドット ポートバー付属。PCカードは下段のみZVポート対応。